# オールド・ルーキー
『オールド・ルーキー』（原題: The Rookie）は、2002年のアメリカ映画。メジャーリーグベースボール（MLB）史上最年長の35歳でデビューしたジム・モリスの実話を基にした物語。監督：ジョン・リー・ハンコック、主演：デニス・クエイド。また、ジム・モリス本人も審判役でカメオ出演している。

## ストーリー
ジム・モリスは、どこにでもいる普通の野球少年であった。雪が積もる家の前でも弟とキャッチボールをするくらい、野球に夢中になっていた。しかし、ジムの父親は海軍勤務であったため、基地の異動が激しく、引っ越しを繰り返していた。
15歳くらいの頃、ジムは地域の野球チームに所属していた。シーズンも折り返しに入ろうとしていた矢先、父親から基地の異動があると聞かされる。しかも、その異動先はテキサス州西部で、野球というスポーツとは無縁の土地であることを知る。ジムは所属しているチームをシーズン途中で抜けなければならないこと、野球ができない環境に行かなくてはならないことに大きなショックを受ける。その後、テキサス西部への引っ越しのさなか、ジムはグローブが入っていた段ボールを旧宅に忘れたことに気付くが、父親に「野球より大事なものは、世の中に山ほどある」と説教される。それでも、ジムは野球への思いを立ちきれず、広い大地で独り投球練習を続けた。
ジムは高校では野球チームがなかったため野球ができなかったが、大学進学後はチームに所属して活躍し、スカウトを受け、マイナーリーグでプレーするまでになった。しかし、そのころから肩の怪我が悪化し、思うようなプレーができなくなったため、メジャーリーガーになる夢を諦めた。
時は流れ、35歳になったジム（デニス・クエイド）は、テキサス州ビッグ・レイクで高校教師と野球チームの監督という充実した仕事を持ち、妻ロリー（レイチェル・グリフィス）や3人の子供たちに囲まれ平穏な日々を送っていた。それでもジムは、メジャーリーガーになるという子供の頃からの夢を忘れたわけではなかった。
ある日、ジムが指導している生徒のジョエル（アンジェロ・スピッツィリ）から、ジムが夜に独りで投球練習をしているのを見たと聞かされる。ジョエルはジムに「ミットにめがけて投げてみては」と提案し、ジムは2、3球投げてみることになった。当初ジムはジョエルのミットにめがけて投球するも、全力投球をせずにいた。それに気づいたジョエルは「本気で投げてよ」と頼み、ジムはその要望に応えてジョエルのミットに全力で投げた。するとジムは、ジョエルを驚かすような投球を披露し、さらに、肩の痛みがないことに気付いた。
翌日の練習で、ジムは打撃投手をすることになり、チームの中でもお調子者のワック（ジェイ・ヘルナンデス）が対戦相手に名乗りでた。ワックはジムの球を豪快に打ち、ジムを挑発する発言をする。そこで捕手をしていたジョエルが昨日見せた全力投球をするようにアイコンタクトをし、ジムはワックに対し全力投球を見舞った。ジムの全力投球を見たチームの全員が驚きを隠せなかった。
ジムが指導するチームのアウルズはシーズンに入って連敗していた。大差をつけられて試合を諦めている部員にジムを失望させたと活を入れる。ジムは部員達に、残りのシーズンを全力で戦い何か夢を持って挑戦する大切さを教えるが、逆に部員達はジムに夢を持っているかと問う。すると、ジムは「昔は夢に挑戦した」と言う。部員達は彼の全力投球を思い返して「まだまだ夢に挑戦できる」と沸き立ち、アウルズが地区大会で優勝することができたら、ジムが球団のプロテストを受けるよう約束を交わした。部員達は自分達の地区優勝とジムの夢への挑戦を懸け、今まで以上に練習熱心になった。
アウルズの部員達は、ジムに打撃投手をやってもらうことによって速い球速にも次第に対応できるようになっていき、シーズンも順調に勝ち進んでいった。そして、地区大会決勝ではシーズン序盤に大差で負けたチームと再戦となったが、前回とは違い接戦の末にアウルズが勝利し、地区大会優勝を成し遂げた。試合後のロッカールームでは、地区大会優勝の夢を叶えた部員達1人1人と、次はジムが夢を叶える番だとして、固い握手を交わした。
その後、ジムは部員達との約束を果たすため、ロリーの外出を見計らって入団テストを受けにいったが、他の選手たちはジムより若い選手ばかりで相手にされないと思い諦めかけていたところで投球のテストでジムの名前が呼ばれた。肩慣らしもせずに投げた球の速さは156kmをマークしており、プロのスカウト達の度肝を抜いた。家に帰るとたくさんの球団からオファーの留守番電話が入っており、ロリーに入団テストが上手くいったことを話すがロリーはずっと浮かない顔をしていた。
その夜、ジムは父親の家を訪ねた。父親はすでにロリーから入団テストが上手くいったことを電話で聞いていた。そして、ジムは父親に自分が夢をもう一度追いかけるような背中を押す言葉を待っていたが、父親は「夢を追うならその前に、まず男としての責任を果たせ」という言葉をジムに言った。ジムは期待していた言葉をもらえずにがっかりして家に帰った。
家に帰ると、次はロリーとも言い争いになった。ロリーはジムが今の安定した平穏の生活を全て投げ捨てて、どうやって家族を養っていくことができるのかと問い、夢を追いかけるだけでは暮らしていけないと厳しい言葉をかけた。その言葉を受け、ジムも夢を諦めようとしていた。
ロリーはジムを応援し続ける8歳の息子ハンター（アンガス・T・ジョーンズ）のことを思い、考えをかえる。ロリーはジムに「8歳の子供が、父親の夢を叶える日をずっと待ちわびている」といい、ここで夢を諦めたらハンターの思いはどうするのかと問う。ジムはその言葉を受け、夢への挑戦を決意する。
ジムは荷物をまとめて、マイナーリーグの地へと向かう。登板をするも周囲から「おっさん」などの罵声を浴びされたが、すぐに実力を認めてもらえるようになる。しかし、なかなかメジャー昇格にはならず、家族と会えない日々と生活を苦しくさせてしまっているのが気がかりでジムを弱気にさせていく。その気持ちを監督に伝えると「ジムはうちのチームのリリーフエース」という言葉をもらうもここで諦める気持ちでいた。
その夜、ジムはロリーに電話して今がもう潮時であり、もう時期家に帰ることを伝えるがロリーは「中途半端な気持ちで帰ってきたら一生の後悔になる」と言い、その言葉でジムはもう一度夢を追いかけることを決意した。
ジムはこれまで以上に気合が入りマイナーリーグで優秀な成績を残していた。その後、監督からメジャー昇格の話が入った。ジムはタンパベイ・デビルレイズの一員になることが決定し、ロリーとハンターに早速メジャー昇格を伝えた。またその情報はアウルズの部員達にも伝わりチラシを作り、街に拡散するのであった。
そして、ジムがメジャー昇格後にデビルレイズとテキサス・レンジャーズが対戦することになった。試合はレンジャースのホームでもあり、ジムの故郷でもあるテキサスで行われた。ロッカールームから会場の雰囲気までマイナーリーグでは味わうことができなかった絶景にジムは心を驚かす。
ジムは試合前のウォームアップ中にロリーと子供達に再会する。数か月ぶりに会う子供達は少し大きくなっており久しぶりの再会に感動する。ロリーもジムがデビルレイズのユニフォームを着ていることが信じられないと感動する。また、球場にはアウルズの部員達や故郷の人たちもジムの晴れ舞台を見ようと応援に駆けつけていた。
そして、8回の裏にジムがメジャーデビューを果たす。ジムの長年の夢が叶った瞬間であった。ブルペンからマウンドにいくまでは何万人もの観衆の大歓声を浴びて登場した。ジムの登場にロリーや故郷の人たちも興奮を隠せないでいた。
ジムが相手打者に対して投げた一球目は時速156kmをマークしており本来の投球をすることができていた。続く2球目、3球目も得意のストレートを投げ三振に打ち取ることができ、球場からは今まで聞いたことのない歓声がジムを包んだ。
試合終了後、完璧なリリーフを飾ったジムに報道陣がメジャーデビューの感想を聞いている中、ジムは目の前に父親がいることに気付き歩み寄る。子供の時から満足に野球をさせてもらえずにいて、親子関係が上手くいっていなかったが父親はメジャーデビューを果たしたジムに「このような息子の晴れ姿を見ることができる父親は少ない｣と感動する。ジムは父親にメジャー初登板の記念ボールをそっと渡した。その後にロリーと抱擁し、街の人々からは拍手で迎えられた。
その後、ジムはメジャーで2シーズン投げた後、再びテキサスに戻った。35歳にして史上最年長メジャーデビューを飾った話は今でも語り続けられている。

## キャスト
※括弧内は日本語吹替
- ジム・モリス - デニス・クエイド（大塚明夫）
- ロリー・モリス - レイチェル・グリフィス（田中敦子）
- ジムの父親 - ブライアン・コックス（小林修）
- オリーン - ベス・グラント（谷育子）
- ハンター・モリス - アンガス・T・ジョーンズ（小倉裕大）
- ワック - ジェイ・ヘルナンデス（伊藤健太郎）
- ルディ - リック・ゴンザレス（草尾毅）
- ジョー・デヴィッド - チャド・リンドバーグ（岡野浩介）
- ジョエル - アンジェロ・スピッツィリ（加瀬康之）
- ブルックス - ラッセル・リチャードソン
- ヘンリー・サンプソン - ロイス・D・アップルゲイト（富田耕生）
- フランク - レイノール・シェイン（千田光男）
- キャル - デヴィッド・ブラックウェル（納谷六朗）
- デイヴ・パターソン - ブルー・デッカート（島香裕）
- ロイス・クレイトン - ロイス・クレイトン（本人役）
モリスのMLBデビュー戦で三振を喫する打者として出演した撮影当時現役のメジャーリーガー。クレイトン自身も実際のモリスのMLBデビュー戦で対戦し、映画同様に三振を喫している（映画では三球三振だったが実際はファウル1球を挟んだ4球目を三振）。